# 意大利总统列表

总统徽章

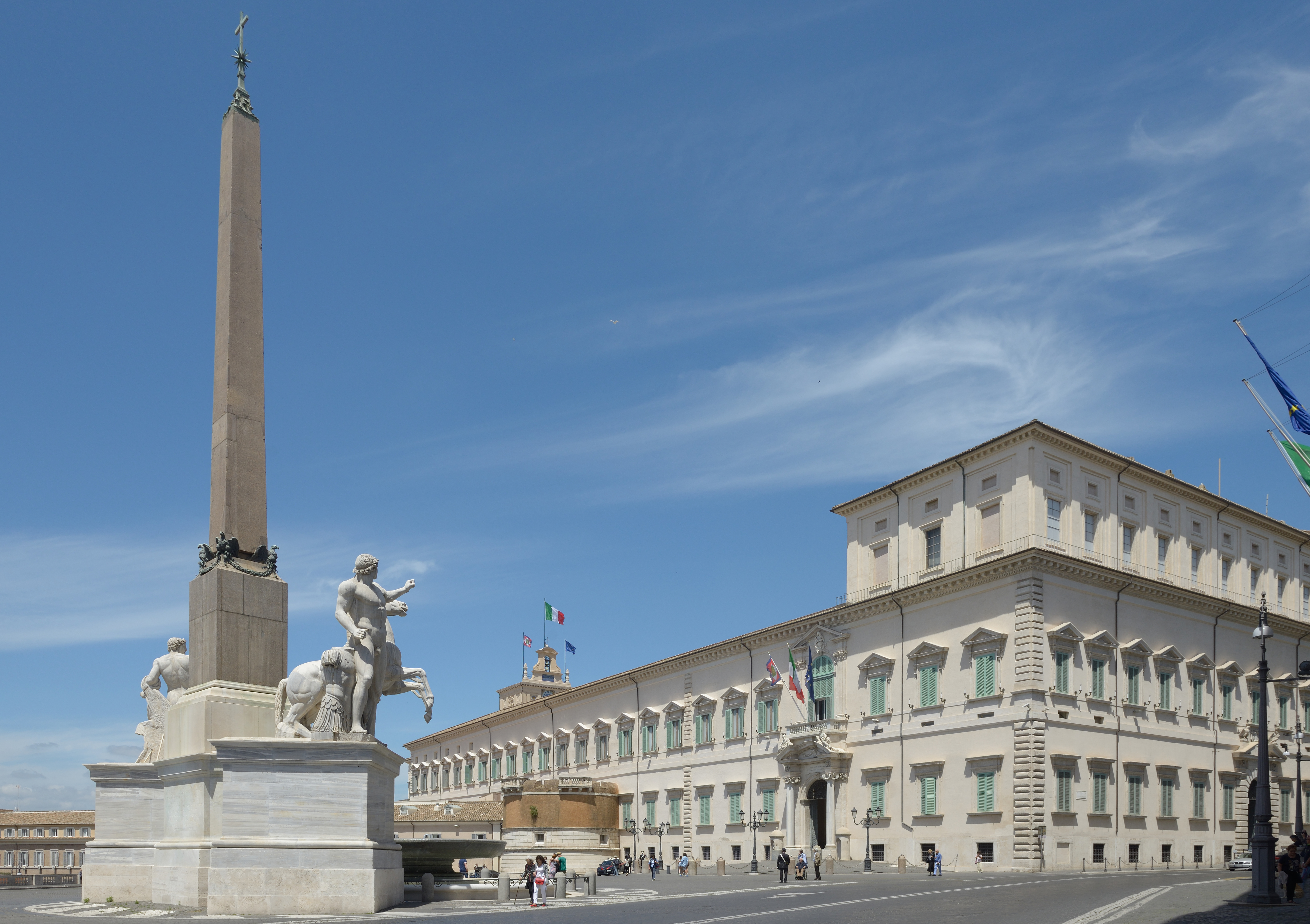
奎里納爾宮(Palazzo del Quirinale)

意大利共和国总统（義大利語：Presidente della Repubblica Italiana）是意大利象徵性的國家元首，任期七年，可以連任。擔任意大利总统的資格是至少50歲的意大利公民。擔任总统者不能擔任其他職務，因此當選者在擔任總統前必须辞去其他一切职务。

## 总统選舉方式
意大利总统任期7年，可连选连任。年满五十岁的意大利公民都可参选。总统由国会众参两院的联席会议选举产生，选举成员除了945位国会议员外，还包括每个地区各3名的代表，以及奥斯塔山谷的一名代表。在2015年時共為1009位。在前三輪投票中的任何一輪投票都需要三分之二（673），第四輪開始為相對多數（505）方可當選。

## 任期
- 義大利總統除非是自願辭職、死亡、因故無法視事、犯叛國罪以外，一律任期屆滿。
- 義大利總統缺位時(包含出國訪問)，其職權由意大利參議院議長代理。

## 職權
总统在名义上被赋予了许多权力，包括任命部长会议主席（总理），颁布法令等。但在实际上，这些权力基本是象征性的，而且由于总统签署的所有法令都需总理及部长副署，因此实际权力掌控在总理及部长会议（内阁）手中。不過，在任命過程中，總統有權對總理和內閣人選提出意見。

## 官邸
奎里纳尔宫（Quirinal Palace）是意大利总统的官邸。

## 歷任總統
| 序号 | 中文（生卒）                          | 義大利文             | 照片 | 上任日期       | 離任日期       | 政黨               |
| ---- | ------------------------------------- | -------------------- | ---- | -------------- | -------------- | ------------------ |
| 1    | 恩里科·德尼科拉 (1877－1959)          | Enrico De Nicola     |      | 1946年7月1日   | 1948年5月12日  | 意大利自由黨       |
| 2    | 路易吉·艾瑙迪 (1874－1961)            | Luigi Einaudi        |      | 1948年5月12日  | 1955年5月11日  | 意大利自由黨       |
| 3    | 乔瓦尼·格隆基 (1887－1978)            | Giovanni Gronchi     |      | 1955年5月11日  | 1962年5月11日  | 意大利天主教民主党 |
| 4    | 安东尼奥·塞尼 (1891－1972)            | Antonio Segni        |      | 1962年5月11日  | 1964年12月6日  | 意大利天主教民主党 |
| 5    | 朱塞佩·萨拉盖特 (1898－1988)          | Giuseppe Saragat     |      | 1964年12月29日 | 1971年12月29日 | 意大利民主社會黨   |
| 6    | 乔瓦尼·利昂纳 (1908－2001)            | Giovanni Leone       |      | 1971年12月29日 | 1978年6月15日  | 意大利天主教民主党 |
| 7    | 亚历山德罗·佩尔蒂尼 (1896－1990)      | Alessandro Pertini   |      | 1978年7月9日   | 1985年6月29日  | 意大利社會黨       |
| 8    | 弗朗切斯科·科西加 (1928－2010)        | Francesco Cossiga    |      | 1985年7月3日   | 1992年4月28日  | 意大利天主教民主党 |
| 9    | 奥斯卡·路易吉·斯卡尔法罗 (1918－2012) | Oscar Luigi Scalfaro |      | 1992年5月28日  | 1999年5月15日  | 意大利天主教民主党 |
| 10   | 卡洛·阿泽利奥·钱皮 (1920－2016)       | Carlo Azeglio Ciampi |      | 1999年5月18日  | 2006年5月15日  | 無黨派             |
| 11   | 喬治奧·納波利塔諾 (1925－2023)        | Giorgio Napolitano   |      | 2006年5月15日  | 2015年1月14日  | 無黨派             |
| 12   | 塞尔焦·马塔雷拉 (1941－)              | Sergio Mattarella    |      | 2015年2月3日   | 现任           | 無黨派             |

来源：www.quirinale.it